# クエンティン・デクーバ
クエンティン・デクーバ（Quintin de Cuba、1987年9月9日 - ）は、オランダ領アンティルのキュラソー島ウィレムスタッド出身のプロ野球選手（一塁手）。右投げ右打ち。現在はホーフトクラッセのコレンドン・キンヘイムに所属している。

## 経歴
2007年から2009年まで、ニューヨーク・メッツの傘下に所属していた。
2011年からは、ホーフトクラッセのスパルタ・フェイエノールトでプレーした。
2012年からは、コレンドン・キンヘイムでプレーする。
2013年開幕前の3月には、第3回WBCのオランダ代表に選出された。
2014年9月2日に、この年から開催されたフランス国際野球大会のオランダ代表に選出された事が発表された。この大会で、オランダ代表は初代優勝国となった。
大会終了後の12日に、今度は第33回ヨーロッパ野球選手権大会のオランダ代表が発表されたが、こちらのメンバーからは外れた。
2015年4月13日に、第15回ワールドポート・トーナメントと「2015 WBSCプレミア12」のオランダ代表候補選手に選出された事が発表された。6月30日に、第15回ワールドポート・トーナメントのオランダ代表に選出された事が発表された。

## 詳細情報

### 代表歴
- 2013 ワールド・ベースボール・クラシック・オランダ代表
- 2014年フランス国際野球大会オランダ代表
- 2015 ワールドポート・トーナメント オランダ代表